# غوثري ويلسون
غوثري ويلسون (بالإنجليزية: Guthrie Wilson)‏ (8 نوفمبر 1914 - 9 ديسمبر 1984)؛ روائي أسترالي-نيوزيلندي.

## الجوائز
- الصليب العسكري